# 馬格努斯·卡爾森
斯文·馬格努斯·厄恩·卡爾森（挪威語：Sven Magnus Øen Carlsen，挪威語發音：[svɛn ˈmɑ̀ŋnʉs øːn ˈkɑːlsn̩]，1990年11月30日—），挪威西洋棋特級大師，前西洋棋世界冠軍，为西洋棋等级分（ELO）歷史以來創下最高分的棋手（2882分）。自2011年7月1日起，卡爾森在國際棋聯世界排名一直穩居第一，並保持著精英級別古典棋賽的最長不敗記錄（125場比賽）。

## 经历
2004年，年仅13岁的卡尔森获得国际象棋特級大师称号，並擊敗卡爾波夫及戰和卡斯帕羅夫。卡爾森曾擊敗多位國際象棋特級大師，包括阿南德、克拉姆尼克和托帕洛夫等，被譽為（神童）。
在2013年国际象棋世界冠军赛中，他以6½：3½的局數击败维斯瓦纳坦·阿南德，夺得世界冠军。2014年国际象棋世界冠军赛中，他又以6.5：4.5击败卷土重来的阿南德，卫冕世界冠军。2016年国际象棋世界冠军赛中，他以3比1比分擊敗卡爾亞金得以繼續衛冕頭銜。
卡爾森於2009、2014、2017年獲得世界超快棋錦標賽冠軍。他也是2014、2015年的世界快棋錦標賽冠軍。2014年卡爾森甚至同時據有古典、快棋、超快棋賽的冠軍於一身。
卡爾森也是Chess.com於2016、2017年舉辦的Speed Chess Championship的冠軍。卡爾森在半決賽與總決賽分别击败亚历山大·格里修克和中村光。
2017年的世界超快棋錦標賽中首輪卡爾森與埃內斯托·伊納爾基耶夫對局時，伊納爾基耶夫在被將軍的情況下竟違規地以騎士將軍卡爾森，後者直覺性地將王移出危險中，不料伊納爾基耶夫突然向仲裁員指出卡爾森違規，仲裁員當下先授予了伊納爾基耶夫勝利，不過一會後判決則是從卡爾森先將軍的局面繼續對局，伊納爾基耶夫拒絕，卡爾森勝出。
2018年Tata Steel卡爾森以9分與阿尼什·吉里同坐第一，於Tiebreaker的超快棋賽制卡爾森以一勝一和擊敗吉里勝出。
卡爾森以3胜6平0负的成績位居2018的烏加·加西莫夫紀念賽的首席。此賽事由於強敵環伺，因此是卡爾森今年古典棋賽的重大勝利。
2018年11月，卡爾森击败法比亞諾·卡魯阿納贏得2018年西洋棋世界冠軍賽冠軍。這次的西洋棋世界冠軍賽規則為先得6.5分者勝，若棋賽在12局對局後仍為平分，將會舉行加賽以決定冠軍。加賽則是4局25分鐘的快棋賽率先登場，若仍為平局，則進展至5局5分鐘的超快棋賽，若仍為和局，則由Armageddon賽制決定勝者。比賽由12局苦澀的和局展開，比先前1995年時卡斯帕羅夫與维斯瓦纳坦·阿南德所締造的8局開賽和局世界紀錄還硬是多出了4局，多少顯示出了頂尖棋手在現代棋風、電腦運算的影響下可能導致的乏味，而加賽方面則是卡爾森優勢之處，作為世界快棋與超快棋等級分最高的棋手，卡爾森輕易地以3-0比分於快棋橫掃法比亞諾·卡魯阿納，粉碎了後者成為繼菲舍爾之後第二名美國世界冠軍的可能，也使卡爾森再度衛冕頭銜。
2018年12月26號至30號於聖彼得堡舉辦的西洋棋快棋與超快棋世界冠軍賽中，卡爾森於超快棋賽部分拿下第一，成功地衛冕了自2017年比賽中奪得的榮耀。
2021年12月，卡爾森以7.5-3.5击败扬·涅波姆尼亚希第五次贏得2021年西洋棋世界冠軍賽冠軍。
2022年8月9月，卡爾森作為外卡參加了2022辛克菲爾德杯。但在第三局被00後新人漢斯·尼曼爆冷擊敗而結束了53場不敗记录，chess24描述其為“驚人的勝利”。卡爾森不久後因不明原因退出了比賽。卡爾森之前的成績仍然影響他的FIDE等級；但錦標賽名額將刪除它們。這是卡爾森職業生涯中第一次退出正在進行的重大賽事，在頂級國際象棋中被認為“幾乎是史無前例的”。
2022年9月19日，卡爾森再遇漢斯·尼曼，并在 1.d4 Nf6 2.c4后投降认輸。

## 個人生活
2024年1月4日，卡爾森和女友Ella Victoria Malone結婚，結婚典禮在挪威奧斯陸西阿克爾舉行。